# Distretto di Middle Fly
Il distretto di Middle Fly, in inglese Middle Fly District, è un distretto della Papua Nuova Guinea appartenente alla Provincia Occidentale. Ha una superficie di 44.479 km² e 42.000 abitanti (stima nel 2000)